# Rhynchospora acanthoma
Rhynchospora acanthoma är en halvgräsart som beskrevs av A.C.Araújo och Longhi-wagner. Rhynchospora acanthoma ingår i släktet småag, och familjen halvgräs. Inga underarter finns listade i Catalogue of Life.